# Osnabrück
Osnabrück je grad u Donjoj Saskoj (Niedersachsen), Njemačka. Nalazi se otprilike 70 km sjeverno-sjeveroistočno od Dortmunda, 45 km sjeveroistočno od Münstera i 100 km zapadno od Hannovera. Grad ima oko 170000 stanovnika prema posljednjem mjerenju, te je u stalnom rastu populacije. 
Rodno je mjesto Ericha Marie Remarquea.